# Kádek Heni
Kádek Heni (Komárom, 1963. december 26. –) felvidéki származású magyar énekesnő, színésznő, művésztanár, a Kádek Akadémia alapítója és vezetője. Megalkotta a Kádek-módszert, melynek alapja a Szamosi Lajos- és Sík Olga-féle foniátria alapú hangképzés és metodika. A módszert dr. Balázs Boglárka foniáter-gégész, egyetemi docens lektorálta.

## Élete
Szülei Kádek János hajótervező mérnök és Fazekas Aurélia műszakirajzoló-konstruktőr.
Élettársa Vízy András tévés-rádiós, kommunikációs szakember. Gyermekeik Vízy Laura, Vízy Barbara és Vízy Dorina.
Gyerekkorát Rév-Komáromban töltötte. Az 1965-ös nagy árvíz után Izsára került nagyszüleihez, ők nevelték négyéves koráig. Bolt híján hetente egyszer egy autóbusz szállította az élelmiszert. Míg az emberek sorban álltak, a hároméves Kádek Heni a nagyanyjától, Komlósi Gizellától tanult dalokkal szórakoztatta az embereket. Még ekkor döntötte el, hogy Budapesten fog élni, és színész lesz. Ötéves korában kezdte meg iskolai tanulmányait. Ettől kezdve minden évben versmondó, ének- és zongoraversenyeken vett részt, amiket rendszerint meg is nyert.
1979-ben a komáromi Magyar Területi Színház igazgatója, Takáts Emőd színész előszerződést ajánlott neki, ami azt jelentette, hogy érettségi vizsga után a színház társulatának tagja lesz. Sikeres felvételt nyert a Pozsonyi Művészeti Főiskola színművész szakára is, azonban nem kezdte meg tanulmányait, mert magyarul szeretett volna tanulni, Budapesten. A szocializmus éveiben erre csak úgy volt lehetősége, ha áttelepül Magyarországra. 1984-ben névházasságot kötött, és Budapestre költözött. Felvételizett a Színház- és Filmművészeti Főiskolára, ahol a 3. rostán kiesett, de felkínálták neki a Nemzeti Színház stúdiójában való tanulmányi lehetőséget. Itt ismerkedett meg Vízy Andrással.

## Tanulmányok
- 1968 – zongoratanulmányok
- 1971–1972 – szép magyar beszéd és színpadi mesterség tanulmányok -  Dráfi Mátyás színművész
- 1981 – Pozsonyi Művészeti Főiskola
- 1984 – Nemzeti Színház stúdiója:
- Beszédtechnika: Montágh Imre
- Mesterség: Bodnár Sándor (rendező), Tatár Eszter
- 1987 – Színház- és Filmművészeti Egyetem – színészvizsga
- 1987–2007 – hangképzés- és énektanulmányok: Sík Olga
- 1988 – Filharmónia előadóművész-vizsga
- 1988 – Taub János színészmesterség kurzusa
- 1988 – Rádió Tánczenei Stúdiója: Balassa P. Tamás, Blum József
- 1989 – Országos Szórakoztatózenei Központ A kategóriás táncdalénekes-vizsga
- 1989–93 – jazz-ének: Garay Attila
- 1993–1997 – Liszt Ferenc Zeneművészeti Egyetem
- jazz ének/előadóművész diploma
- tanárdiploma
- 2004 – Szamosi Edvin-kurzusok, (Szamosi Lajos: A szabad éneklés útja)
- 2006 – pszichológiai és spirituális tanulmányok
- autogén tréning: Orosz Katalin klinikai szakpszichológus
- 2015-2019 – Szimbólum terápia
- terapeutaképzés: Dr.Szőnyi Magda – Relaxációs és Szimbólum Terápiás Egyesület

## Karrier

### Kezdetek
- 1985-ben a Hököm színpadon (Karinthy Márton magánszínháza) Szakcsi Lakatos Béla-Harsányi Gábor: Vámpírock című musicaljének női főszerepét játszotta.

- 1986-ban gyakorlatos színészvizsgára jelentkezett, de Vámos László a vizsgabizottság elnöke tehetségét méltatva színész 2-besorolást adott neki.

- 1987-ben Szakcsi Lakatos Béla bemutatta Sík Olgának, aki megalapozta későbbi pályáját. Olyan első osztályú hotelek bárjában dolgozott dizőzként, mint a Béke Orfeum, Savoy bár, a siófoki Éden.

- 1988-ban a Magyar Rádió Tánczenei Stúdiójának utolsó tagja, a híres 8-as stúdióban Bolba Tamással készültek felvételei.

- 1989-ben Sík Olga növendékkoncertjén Garay Attila felajánlotta, hogy jazz-énekre tanítja, négy évig tanult nála.

- 1990-ben egy évig egy bécsi magán jazzklubban énekelt.

- 1991–92-ben az Ungár-zenekarral énekelt luxushajókon.

- 1993-ben Mesebál címmel gyermeklemez készítésére kérte fel Laczó Zoltán és Huszti Zoltán. A lemez bemutatója a Budapest Parkszínpadon, illetve a Budapesti Kamaraszínházban volt. Éveken keresztül nagy sikerrel koncertezett budapesti és vidéki művelődési házakban.

- 1993-97 között minden szombat este a Nincs Pardon entelektuális művésztelepen énekelt Hennyend zenekarával.

### Tv, rádió
- A 90-es évek elején televíziós és rádiós reklámokban szerepelt, hangalámondást vállalt, szinkronizált.

- 1995-ben Boros Lajos felkérte a Danubius Cappucino első magyarországi morning-show társműsorvezetésére, két évig élvezhette spontán humorát és hangját a magyar közönség. Ez idő alatt esténként Rónai Egonnal vezette a Ki a párja? című kvízműsort.

- 1996-ban elvállalta az A3-TV vasárnapi élő adásainak műsorvezetését Csiszár Jenő társaként.

- 1996-ban Sándor Pál felkérte az MTV Áloműzők című éjszakai élő műsorának műsorvezetésére.

### Színház
- 1981–84: a felvidéki Magyar Területi Színház komáromi és kassai társulatával dolgozott színészként.
- 1984–85: Nemzeti Színház
- 1985–88: Hököm Színpad
- 1996: Pécsi Nemzeti Színház
- Fred Ebb–John Kander: Cabaret – Sally Bowls (rendezte: Márta István, dramaturg: Vörös Róbert)

### Visszatérés
- 2007 Komédium Kisszínház
- One Woman Show (Én is csak 1 vagyok) – kortárs est (rendezte: Czeizel Gábor, versek: Kovács-Cohner Róbert, dalok: Presser Gábor, Somló Tamás, Dés László)
- 2011 Komédium Kisszínház–József Attila Színház-Szegedi Szabadtéri Játékok
- Mondod-e még a szót szeretlek? – párkapcsolati tréning egy ülésben (rendező: Czeizel Gábor, író: V. Kulcsár Ildikó, színészpartner: Gáspár András, Vízy András)
- 2017 Spinoza Színház
- Lola Budapesten – zenés monodráma (írta, rendezte: Vörös Róbert)

### Egyéb előadások
- Egy kis derű – V. Kulcsár Ildikó (Nők Lapja) – spontán beszélgetések közismert személyekkel – improvizatőr

- Ádám-díjátadó – Rózsavölgyi Szalon – improvizatőr

- 2018. február 26. – XXIII. Komáromi Pedagógiai napok – Csoda kell! – műsor[7]

- 2018. február 28. – Szlovákiai Magyar Pedagógusok Szövetsége – Énekelj szabadon! – workshop[8]

- 2019. április 16. – Magyar Fonetikai, Foniátriai és Logopédiai Társaság szakmai szimpóziuma – Énekelj szabadon! holisztikus szemlélet – workshop[9]

### Zsűrizés
- 2019 Az Egeri Zenészek Egyesülete – Trilla énekverseny – (zsűritársak: Esze Jenő, Hárs Viktor, Lauren Dalrymple)

## Az „Énekelj szabadon!”
Az „Énekelj szabadon!” története az 1920-as évekre nyúlik vissza, egészen Szamosi Lajos operaénekesig. Szamosi egy évig hospitált prof. Max Nadoleczny müncheni foniáter mellett, aki a rossz hangképzés következtében megbetegedett pácienseit speciális foniátriai gyakorlataival meggyógyította. Szamosi olyannyira elsajátította ezeket a foniátriai gyakorlatokat, hogy pár hónap után saját pácienseket bíztak rá. Az intézeti munka lejárta után hazaköltözött Budapestre. Itthon súlyos funkcionális hangképzési problémákkal küzdő énekesek, színészek jelentkeztek nála, akiket rendre meggyógyított. Ezeken keresztül tanulta meg az énektanítást.
Szamosi pszichológiai és foniátriai tanulmányokat is folytatott. Úgy tartotta, az éneklés pszicho-fiziológiai folyamat, melynek alapja a légzés, a test és lélek egymástól nem elválasztható sem a tanítás, sem az éneklés során. Metodikát dolgozott ki az énektanításra, amit szabad éneklésnek nevezett, ezt római munkája során libero cantónak fordították. Olaszországi szakmai körökben úgy tartották, Szamosi Lajos megtalálta a bel canto elveszettnek hitt titkát.
Szamosi Lajos 1957-ben Bécsbe költözött, de szerette volna elméleti és gyakorlati tudását átörökíteni. Sík Olga – aki 20 évig szoros együttműködésben volt Szamosival – ennek mentén tovább fejlesztette, kibővítette és kialakította saját módszerét.
Sík Olga színpadi gyakorlattal is rendelkezett, tanított színpadi beszédet és mesterséget, akárcsak Szamosi, haláláig tanított. Sík 3 fontos metodikai fejlesztést eszközölt:
- Összevonta a bel cantót a német énekiskolával.
- A hatékonyabb fejlődés érdekében úgynevezett „mankókat” használt.
- A hangképzést elválasztotta az énekstílusoktól.

Szokatlannak tűnt módszerét – akárcsak Szamosi esetében – a kor énektanárai nem értették. Sík szerint a jó hangképzés nem akarat kérdése, az idegződik, amit gyakorlás során hozzácsatolunk. Sík Olga másik vívmánya, hogy a hangképzést függetlennek tartotta attól, hogy az énekes milyen zenei műfajban tevékenykedik. Ebből kiindulva Sík Olga egyaránt tanított könnyűzenei és komolyzenei énekeseket, méghozzá ugyanazokkal a gyakorlatokkal. Így jött létre az Énekelj szabadon! Sík Olga később a Bartók Béla Konzervatórium, illetve az Országos Szórakoztatózenei Központ vezető énektanára lett. Nevéhez fűzödik a Cotton Club Singers megalakulása, valamint rengeteg ma is ismert énekes köszönheti neki sikereit, mint például László Boldizsár, Falusi Mariann, Kincses Veronika, Pitti Katalin, Zsédenyi Adrienn, Kovax, Sztevanovity Zorán, Katona Klári, Presser Gábor.
A 90-es évek végén Sík utódját kereste természetesen növendékei között. Kádek Heni nem csak növendéke volt, közel 20 éven át tartó együttműködés során a tanítást is átadta neki. 2000-ben beajánlotta maga helyett az Országos Szórakoztatózenei Központ (OSZK) a Kőbányai Zenei Stúdióba. Kádek Heni később magántanárként tevékenykedett egészen saját művészeti akadémiájának létrehozásáig.
A 21. században az Énekelj szabadon újabb fejlődésen ment keresztül. Kádek Heni továbbfejlesztette Sík módszerét, kidolgozta a Kádek-módszert holisztikai szemlélet mentén. A Kádek-módszer egy komplex tanítási metódus, amely a Szamosi-féle szabad éneklésre épül, Sík Olga metodikai fejlesztéseivel kiegészítve. Kádek Heninek sikerült a hangadás mélyebb összefüggéseinek feltárása, a skálákat rendszerbe foglalta, a nehezebb esetekre pedig konkrétabb instrukciókat alkotott a hangadás esetlegességének kiküszöbölésének céljából.
Már Szamosi Lajos is tudta: „az emberi hang megszólalása mindenkor lelki történés eredménye, amely az intonáció fiziológiai folyamatában válik érzékelhetővé”. A rossz hangadás végső soron pszichológiai okokra vezethető vissza. Ezek kétfélék lehetnek:
- neuropszichikai reakciók: belső nyugtalanság, szorongás, félelem
- a hangideáról alkotott tévképzetek.

Túl azon, hogy a Szamosi Lajos által alkalmazott foniátriai gyakorlatok kizárták a hangadás esetlegességét, a múlt században nem állt rendelkezésre konkrét módszer, amellyel fel lehetett volna oldani ezeket a tudatalattiban zajló neuropszichikai folyamatokat. Kádek Heni e téren alkotott maradandót, a Kádek-módszer konkrét gyakorlatokkal segíti meg ezeket a mély pszichikai folyamatokat a jó hangadás érdekében, ezzel megteremtve az előadóművészet tanításának alapjait, amit már Szamosi is megfogalmazott, de konkrét instrukciók nem álltak rendelkezésére, amelyekkel előadó-művészetet lehetett volna tanítani.
„… művészi énekről csak ott lehet szó, ahol a hang mint művészi kifejezési eszköz, túl egyszerű akusztikai jelentőségén, a csak érzéki küszöbre ható csengéskomplexumon, színezésében és dinamikájában, más szóval: kicsendülésének formai és tartalmi kvalitásában immár a lélek átéléseinek is alázatosan hű tükrévé tisztult.” (Szamosi Lajos az előadóművészetről)
A hangadásról alkotott tévképzetek beidegződnek a hangapparátusban, ennek következtében a magánhangzók képzése véletlen pontokba tolódik el, aminek következtében a hang nem kap kellő intenzitású rezonanciát. Mivel az így képzett hang erőssége a beszéd és az éneklés szempontjából már nem kielégítő, az énekes akaratával pozicionálja a hangját, ami így véletlenszerű helyeken szól. Az így képzett hang esetenként szépen is csenghet, de ennek dacára művészileg értéktelenné, üressé válik, mivel nem fejez ki semmit. Ez a fajta éneklés minden esetben a hangadó szervek erőltetésével, a szövetek károsodásával, így később a hang csengésének, esztétikai minőségének leromlásával, művészi kifejezőképességének megszűnésével jár.
A Kádek-módszer a hang szabadságát holisztikus szemlélet mentén fejleszti fizikai, szellemi és lelki szinten. Célja a növendék egyéniségének és tehetségének gátlások alóli felszabadítása a megfelelő önismeret és a foniátriai gyakorlatok révén, hogy hiteles énekművésszé váljanak.